# Sabine Kacunko
Sabine Kacunko (* 5. November 1963 in Kassel) ist eine deutsche Künstlerin. Ihre multimedialen Kunstinstallationen finden meist im öffentlichen Raum statt und schlagen eine Brücke zwischen Kunst und Wissenschaft. Seit dem Jahr 2003 wird Kacunkos Werk auch als "Bakterienkunst" bezeichnet.

## Leben und beruflicher Werdegang
Nach diversen Praktika am Theater und im Bereich Design, studierte Sabine Kacunko zunächst Kunstgeschichte in Göttingen und Industriedesign an der Folkwang Universität der Künste in Essen, wechselte dann aber zur Fachhochschule Niederrhein in Krefeld. Sie setzte ihr Studium bei Edgar Callahan und Nan Hoover an der Kunstakademie Düsseldorf fort. 1993 erhielt Kacunko ein Stipendium des Deutschen Akademischen Austauschdienstes für die Kunsthochschule in Reykjavík.
Sabine Kacunko ist Gründerin der „Micro Human UG.“ und lebt seit 2008 in Berlin.

## Werk

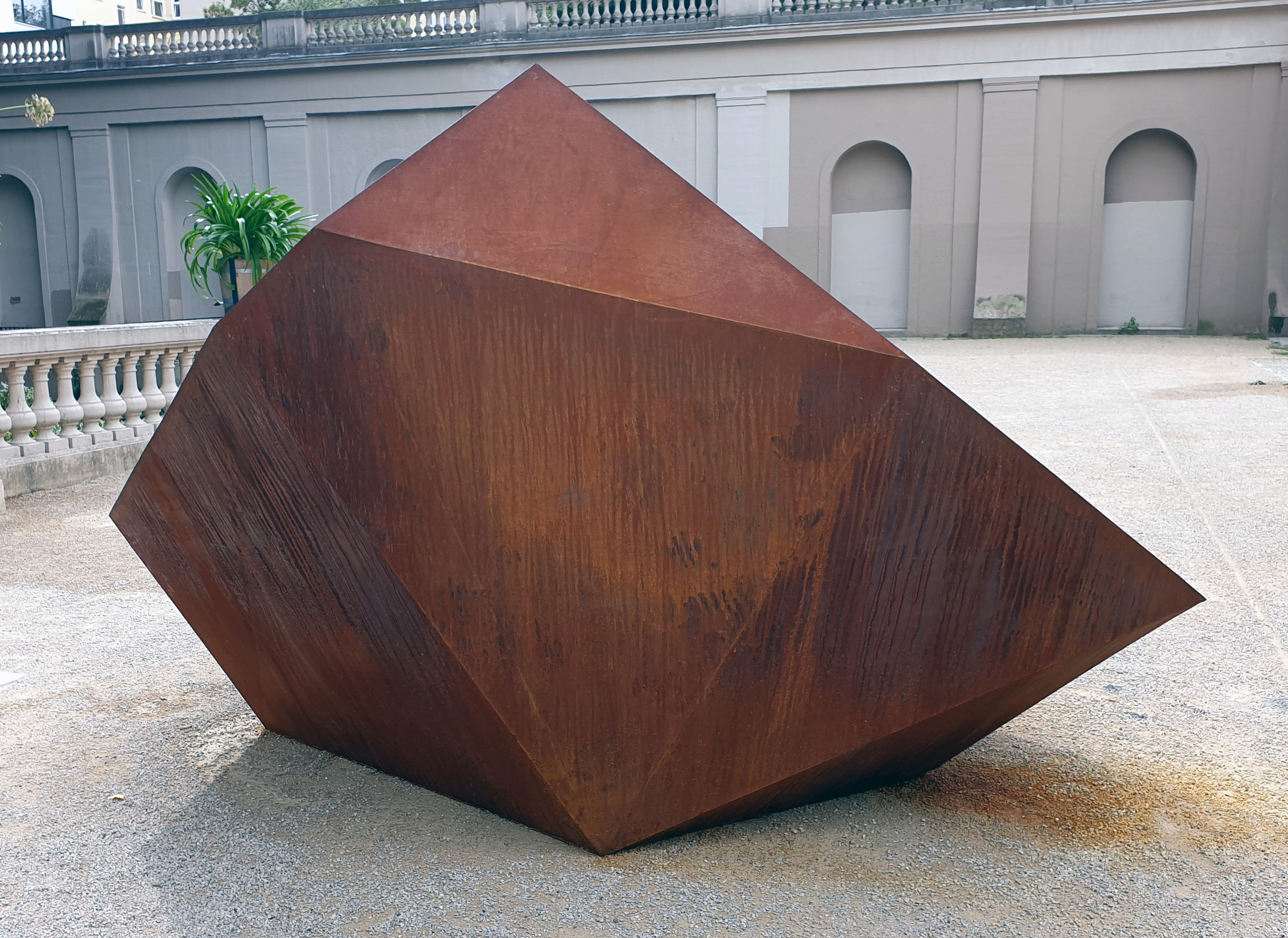
"Stardust", Körnerpark, in Berlin-Neukölln

Sabine Kacunko begann in den frühen 1990er Jahren mit der analogen großformatigen Schwarz-Weiß-Fotografie. Für diese Aufnahmen setzte Kacunko Stillleben von Pflanzen und toten Tieren nur mit Hilfe von Tageslicht in Szene. Die so entstandenen Fotografien bildeten die Basis für ihre spätere Bakterienkunst.
Unter dem Oberbegriff P.O.L.-Art (Product of Life), setzte Sabine Kacunko in den folgenden Jahren ihre künstlerische und wissenschaftlich geprägte Arbeit fort.
Zwischen 1997 und 1999 fanden Treffen zwischen Sabine Kacunko und Louise Bourgeois in New York statt. Der Austausch zwischen den Künstlerinnen mündete 2001 in die gemeinsame Performance Kill the Father.
2002 präsentierte sie ihre Installation "CULTURE ROUND CULTURE". Hier ließ die Künstlerin Bakterien das Originalnegativ einer ihrer Fotoarbeiten eines Fisches zersetzen (Fisch, 1997); der Prozess des sich zersetzenden Negativs wurde als Videoprojektion live wiedergegeben.
2003 zeigte sie in der Installation Leben im Kunstverein Coburg ein Negativ, das zwölf Monate zuvor von Wolfgang E. Krumbein, Professor an der Universität Oldenburg, Fachbereich Mikrobiologie, mit Mikroben besiedelt worden war.
Seit 2005 führt sie entsprechend Medienkunstaktionen im Rahmen des global angelegten Medienkunstprojektes „Bootschaft“ im öffentlichen Raum durch. 2010 wurde im Rahmen der Medienperformance Life Flag – News From Everywhere eine Flagge mit universellem Motiv in 80 diplomatischen Vertretungen in Berlin und im Außenministerium gehisst. Grundlage für das Motiv der Flagge ist die Darstellung von bakteriellen Zellkulturen. In Kooperation mit dem Institut für Mikrobiologie und Hygiene der Charité wurden für Life Flag im Robert-Koch-Forum in Berlin Mikroorganismen aus einer historischen Staubprobe reaktiviert und „wiederbelebt“.

## Ausstellungen und Aktionen im öffentlichen Raum

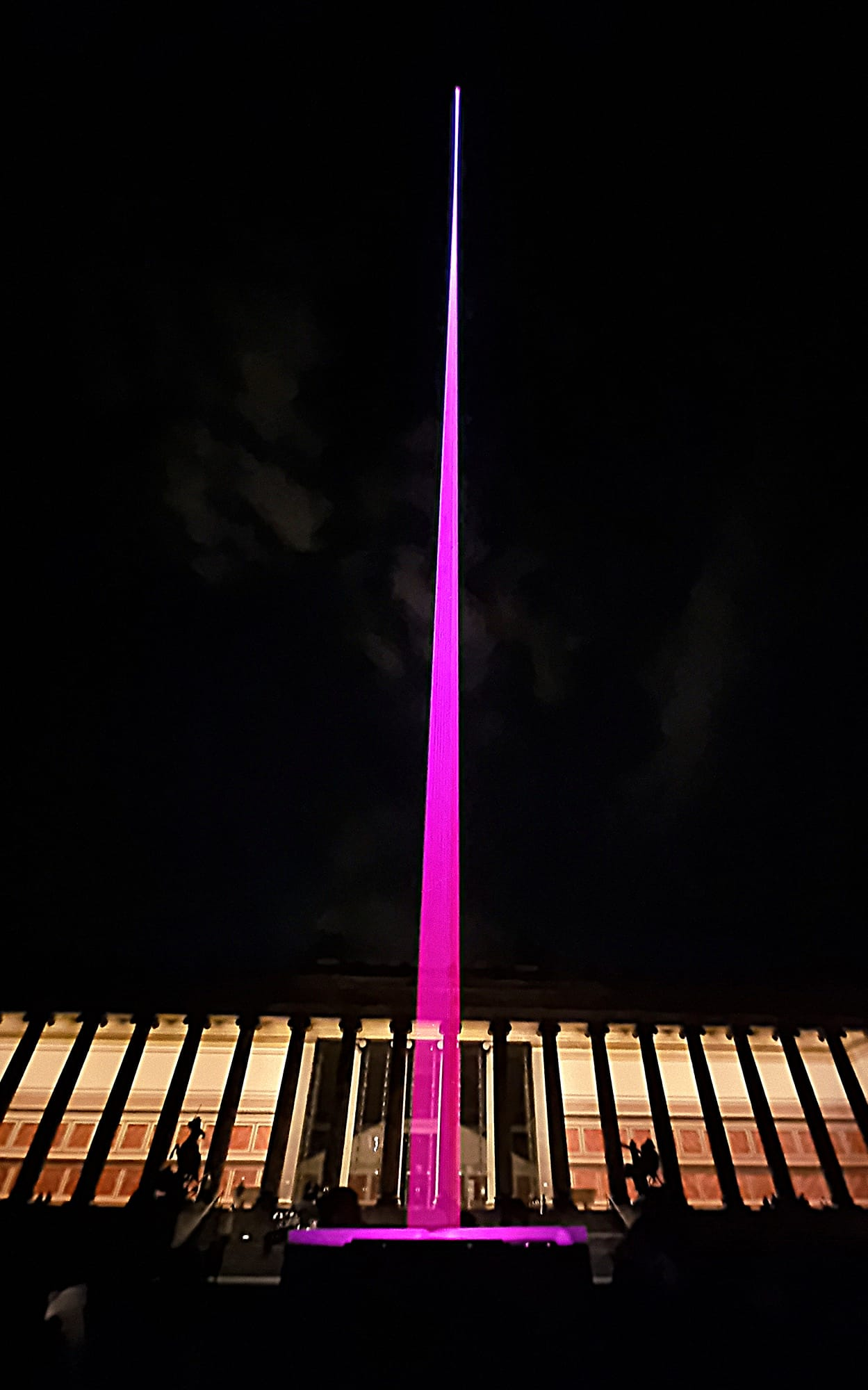
AIRPLAY, „orbitale Medienskulptur“, Lustgarten – Museumsinsel Berlin (23. September 2022)

- 23. September 2022: AIRPLAY. Die welterste kollaborative Lungenmaschine – Laserperformance zur Tagundnachtgleiche. Lustgarten - Museumsinsel Berlin (ein 600 Watt starker Laserstrahl wurde senkrecht in die Stratosphäre gerichtet. Seine Farbe zeigte die aktuell gemessene Luftqualität vor Ort an. Die BenützerInnen vor Ort konnten durch Benutzung einer App die Laserfarbe verändern, indem sie die eingeatmete Luft in ihre Smartphones wieder ausatmen).
- 17. bis 19. September 2015: Invincible. A Big Bacteria Project (Kolosseum in Rom wurde durch eine Live-Großprojektion beleuchtet, indem der Oberfläche des Monuments abgenommene Bakterien auf seine exponierteste Nordwest-Seite projiziert wurden). Ein interdisziplinäres Kulturprojekt unter Schirmherrschaft der UNESCO Generaldirektorin Irina Bokova, der Botschaft der Bundesrepublik Deutschland in Rom und des Referats für Kultur der Stadt Rom.
- 2013: Looping Life - Hit and Run, Lebendige soziale Skulptur im öffentlichen Raum. Collegium Hungaricum Berlin und öffentlicher Raum Berlin
- 4. November 2010: Life Propagation, Martin Gropius Bau, Berlin (Mehrtägige Kunstaktion zum 300-jährigen Jubiläum der Charité Berlin und im Rahmen des Berliner Wirtschaftsjahrs 2010)[3]
- 2009: Organ Mix, TOTAL MUSEUM Seoul
- 2009: Han Hai (Dry Sea), Platform China Contemporary Art Institute, Peking
- 2003: Leben. Kunstverein Coburg[4]
- 1997: Aus der Tiefe. Gallery New World Düsseldorf 1997[5]